# Harvey Elliott
Harvey Daniel James Elliott (Chertsey, Surrey, 4 d'abril de 2003) és un futbolista professional anglès que juga de migcampista central al club de la Premier League Liverpool.
Després d'haver arribat a la seva acadèmia, Elliott va debutar amb el primer equip al Fulham FC el setembre de 2018, convertint-se en el jugador més jove a jugar a la Copa de la Lliga Anglesa de futbol, amb 15 anys i 174 dies.

## Primers anys de vida
Elliott va néixer a Chertsey, Surrey. Es va interessar pel futbol des de petit i va créixer donant suport al Liverpool FC. El seu pare, Scott, el tutoritzaria perquè pogués desenvolupar una actitud professional cap a la formació. Elliott es va unir a l'acadèmia juvenil del Queens Park Rangers FC a una edat primerenca.

## Carrera

### Fulham
Elliott va ser fitxat per l'acadèmia de Fulham a nivell sub-18. Va fer el seu debut al primer equip amb el Fulham el 25 de setembre de 2018 quan tenia 15 anys a la tercera ronda de la Copa de la Lliga Anglesa de futbol contra elMillwall FC, com a substitut al minut 81 de Floyd Ayité en una victòria per 3–1. Havia estat a Coombe Boys' School de New Malden, Gran Londres aquell dia, i va tornar a l'escola l'endemà al matí. Amb 15 anys i 174 dies es va convertir en el jugador més jove del primer equip del club i el més jove que ha jugat mai a la competició.
El 4 de maig de 2019, Elliott va debutar a la Premier League després d'entrar com a substitut al minut 88 d'André-Frank Zambo Anguissa en la derrota per 1–0 davant Wolverhampton Wanderers FC. En fer-ho, es va convertir en el jugador de la Premier League més jove de l'època, amb 16 anys i 30 dies, batent el rècord establert el 2007 pel seu company de Fulham Matthew Briggs.

### Liverpool

#### Temporada 2019–2020

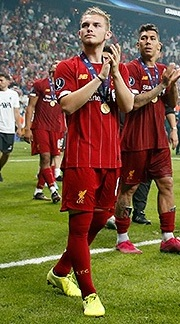
Elliott després de guanyar la Supercopa de la UEFA 2019 amb el Liverpool

Elliott va signar pel club de la Premier League Liverpool el 28 de juliol de 2019 per una tarifa no revelada. Va debutar amb el club el 25 de setembre en el partit de la Copa de la Lliga Anglesa d'aquella temporada contra Milton Keynes Dons. Amb 16 anys i 174 dies, es va convertir en el jugador més jove que ha començat un partit amb el club, i el segon més jove a participar en un partit competitiu darrere de Jerome Sinclair. El mes següent, durant la tanda de penals per 5–4 de l'equip (després d'un empat 5–5 després de la pròrroga) davant l'Arsenal FC a la següent ronda de la competició, Elliott es va convertir en el jugador més jove a començar un partit al camp del Liverpool. Anfield, a l'edat de 16 anys i 209 dies. Va debutar a la Premier League amb el Liverpool el 2 de gener de 2020, substituint Mohamed Salah un minut abans del xiulet final en la victòria a casa per 2–0 contra el Sheffield United.
Elliott va signar el seu primer contracte professional amb el Liverpool el 6 de juliol de 2020. El 10 de febrer de 2021, el Comitè de Compensació del Futbol Professional independent va ordenar al Liverpool que compensés el Fulham FC una quantitat no revelada per la transferència d'Elliott. El Liverpool va confirmar la tarifa en 1,5 £ milions, més 2,8 £ milions en bonificacions. La quota va ser un rècord per a un jove de 16 anys.

#### Sessió al Blackburn Rovers
L'octubre de 2020, Elliott es va unir al club del campionat Blackburn Rovers amb un préstec durant tota la temporada. Va fer el seu debut a la lliga amb el Blackburn en la derrota per 3–1 davant el Watford FC el 21 d'octubre. Va marcar el seu primer gol amb el club en la seva victòria a casa per 4–0 contra Coventry City FC el 24 d'octubre.
L'abril de 2021, Elliott va ser nominat per al premi EFL Young Player of the Season, que finalment va ser guanyat pel jugador del Reading Michael Olise. Va acabar la temporada 2020–2021 amb 7 gols i 11 assistències. També va ser guardonat amb el gol de la temporada de Blackburn per la seva vaga contra Millwall el desembre de 2020. Va tornar a Liverpool després que la temporada del campionat va acabar el maig de 2021.

#### Temporada 2021–2022
Elliott va signar un nou contracte a llarg termini amb el Liverpool el 9 de juliol de 2021. Va debutar a la Premier League amb el Liverpool el 21 d'agost, començant i jugant tot el partit en una victòria per 2–0 contra Burnley FC. El 12 de setembre, Elliott es va luxar el turmell en un desafiament amb el defensa del Leeds United FC Pascal Struijk en una victòria a la lliga per 3–0 a casa. Després de la lesió, el Liverpool va confirmar que necessitaria una cirurgia. El 14 de setembre, Elliott es va sotmetre a una cirurgia amb èxit a Londres, amb l'esperança del club que tornaria abans del final de la temporada 2021–2022.
Elliott va tornar a l'equip del Liverpool el 6 de febrer de 2022 en un partit de quarta ronda de la FA Cup contra Cardiff City FC, va entrar com a substitut al minut 58 i va marcar el seu primer gol al Liverpool en una victòria per 3–1 al Liverpool.
El 16 de febrer de 2022, va debutar a la Lliga de Campions, sent nomenat a l'alineació titular per a un partit de vuitens de final contra el gegant italià Inter de Milà. Va jugar 60 minuts abans de ser substituït per Naby Keïta.
Va entrar al minut 79 de la final de la Copa de la Lliga Anglesa de 2022 per al capità Jordan Henderson i va jugar els minuts restants del partit, inclosa la totalitat de la pròrroga. El partit va acabar 0–0 i Elliott va anotar el 9è penal per al seu equip en la tanda de penals resultant, que van guanyar 11–10, per aixecar la seva primera Copa de la Lliga Anglesa en 10 anys.

#### Temporada 2022–2023
El 27 d'agost de 2022, va marcar el seu primer gol a la Premier League amb el Liverpool en la victòria per 9–0 contra l'AFC Bournemouth. Es va convertir en un habitual del primer equip, substituint a Jordan Henderson en absència del capità, i va guanyar elogis per la seva actuació «excepcional» contra el Newcastle United FC. El 12 d'octubre de 2022, va marcar el seu primer gol a la Lliga de Campions quan va anotar el rebot de l'esforç desviat de Diogo Jota en la victòria per 7–1 contra els Rangers FC, la seva derrota europea més gran de la història i la primera vegada que havien encaixat set gols a Ibrox. Després va marcar el seu segon gol a la Lliga de Campions només dues setmanes més tard, aconseguint el tercer en la victòria per 3–0 fora de casa contra l'Ajax al Johan Cruyff Arena per ajudar el Liverpool a classificar-se per a la fase eliminatòria.

## Carrera internacional
Elliott va rebre la seva primera convocatòria a l'equip sub-17 d'Anglaterra l'octubre de 2018. El mes següent va marcar el seu primer gol en aquest nivell d'edat, fora a la República d'Irlanda.
Elliott va ser inclòs a la selecció anglesa sub-17 per a la Syrenka Cup 2019, un torneig amistós que se celebra habitualment en preparació per a la classificació per al Campionat d'Europa sub-17 de la UEFA. Elliott va ajudar a la selecció anglesa sub-17 a aconseguir el títol el 10 de setembre de 2019 marcant el primer gol de la final des del punt de penal en un empat 2-2 amb l'amfitrió Polònia abans que els Young Lions de Kevin Betsy guanyessin 3–1 després d'un penal fora.
Elliott va debutar amb l'equip sub-21 el 25 de març de 2022 en la victòria per 4–1 contra Andorra a Dean Court a la classificació per a l'EURO 2023.

## Vida personal
És un fan de tota la vida del Liverpool i va assistir a la final de la Lliga de Campions 2018 a Kíiv amb el seu pare, Scott. És un amic íntim de Fábio Carvalho, després d'haver assistit a la mateixa escola i passat junts per l'acadèmia de Fulham, després li va aconsellar que s'unís a Liverpool.
Elliott és un fan de l'NBA, donant suport als Boston Celtics, i ha assistit a diversos dels seus partits. Considera el seu company d'equip Mohamed Salah com un amic i mentor, i el davanter el va portar sota la seva ala durant la temporada 2021–2022 i l'assessora sobre la seva dieta i els seus plans d'exercici.

## Estadístiques de carrera
A match played 4 February 2023
| Club                     | Temporada    | Lliga          | Lliga          | Lliga | Copa anglesa   | Copa anglesa | Copa de la Lliga anglesa | Copa de la Lliga anglesa | Europa         | Europa | Altres         | Altres | Total          | Total |
| Club                     | Temporada    | Divisió        | Partits jagats | Gols  | Partits jagats | Gols         | Partits jagats           | Gols                     | Partits jagats | Gols   | Partits jagats | Gols   | Partits jagats | Gols  |
| ------------------------ | ------------ | -------------- | -------------- | ----- | -------------- | ------------ | ------------------------ | ------------------------ | -------------- | ------ | -------------- | ------ | -------------- | ----- |
| Fulham U21               | 2018–19      | —              | —              | —     | —              | —            | —                        | —                        | —              | —      | 1              | 0      | 1              | 0     |
| Fulham                   | 2018–19      | Premier League | 2              | 0     | 0              | 0            | 1                        | 0                        | —              | —      | 0              | 0      | 3              | 0     |
| Liverpool U21            | 2019–20      | —              | —              | —     | —              | —            | —                        | —                        | —              | —      | 1              | 1      | 1              | 1     |
| Liverpool                | 2019–20      | Premier League | 2              | 0     | 3              | 0            | 3                        | 0                        | 0              | 0      | 0              | 0      | 8              | 0     |
| Liverpool                | 2020–21      | Premier League | 0              | 0     | —              | —            | 1                        | 0                        | —              | —      | 0              | 0      | 1              | 0     |
| Liverpool                | 2021–22      | Premier League | 6              | 0     | 3              | 1            | 1                        | 0                        | 1              | 0      | —              | —      | 11             | 1     |
| Liverpool                | 2022–23      | Premier League | 20             | 1     | 3              | 2            | 2                        | 0                        | 6              | 2      | 1              | 0      | 32             | 5     |
| Liverpool                | Total        | Total          | 28             | 1     | 9              | 3            | 7                        | 0                        | 7              | 2      | 1              | 0      | 52             | 6     |
| Blackburn Rovers (sesgó) | 2020–21      | Championship   | 41             | 7     | 1              | 0            | —                        | —                        | —              | —      | —              | —      | 42             | 7     |
| Career total             | Career total | Career total   | 71             | 8     | 10             | 3            | 8                        | 0                        | 7              | 2      | 3              | 1      | 99             | 14    |

## Títols
Liverpool
- Copa EFL: 2021–22,[54] 2023–24[55]
- FA Community Shield: 2022[56]
- Supercopa de la UEFA : 2019[57]
- Copa del Món de Clubs de la FIFA: 2019[58]
- Subcampió de la UEFA Champions League: 2021–22[59]
- Premier League: 2024–25

Anglaterra U17
- Copa Syrenka: 2019[43]

Anglaterra U21
- Campionat d'Europa sub-21: 2023[60]

Individual
- Gol de la temporada del Blackburn Rovers: 2020-21[25]